# Gingger Shankar
Gingger Shankar (* im 20. Jahrhundert in Los Angeles) ist eine indisch-US-amerikanische Sängerin, Geigerin und Komponistin, Filmemacherin und -produzentin.

## Leben
Gingger Shankar ist die älteste Tochter des Geigers L. Subramaniam und der Sängerin Viji Subramaniam. Sie wurde seit frühester Kindheit von ihren Eltern unterrichtet. Später besuchte sie das Rukmini Devi College of Fine Arts der Kalakshetra Foundation. In Sherman Oaks studierte sie Operngesang bei Tantoo Cardinal. Bereits vierzehnjährig hatte sie einen Auftritt in einer Musikshow im Madison Square Garden. Mit dem Chicago Symphony Orchestra debütierte sie als Sopranistin in Osvaldo Golijovs Oper Ainadamar. Ab 1996 bildete sie mit L. Shankar das Duo Shankar & Gingger.
An zahlreichen Filmproduktionen war Shankar als Musikerin und Komponistin beteiligt. So war sie 2004 an dem Score von John Debney zu dem Film Die Passion Christi beteiligt. Auch an den Filmen The Forbidden Kingdom (2008), Circumstance (2011), Monsoon Shootout (2013), Brahmin Bulls (2014), Project Syria (2015) war sie als Komponistin beteiligt. 
2003 veröffentlichte sie das Album Enlightenment (mit L. Shankar, Zakir Hussain und Brahmin Bulls). 2008 folgte The Inevitable Rise and Liberation of Niggy Tardust! (mit Saul Williams), 2010 das Album Anywhere But Here. Als einzige Musikerin weltweit beherrscht sie das Spiel auf der Doppelvioline, einem von L. Shankar entworfenen zehnsaitigen Instrument, das den Tonumfang von Kontrabass, Cello, Bratsche und Geige vereinigt. 
Im Jahr 2011 wurde Shankar in den Beirat des Sundance Film Festival gewählt. 2012 debütierte sie hier mit dem Multimediaprojekt Himalaya Song mit Musik und Text von ihr, Mridu Chandra und dem Shanghai Restoration Project, das von der Zeitschrift Rolling Stone unter die zehn besten Musikfilme des Sundance Festivals gewählt wurde. Im gleichen Jahr nahm sie das Filmmaker Magazine unter die 25 New Faces to Watch auf. 2018 war sie mit dem Dokumentarfilm Akicita: The Battle of Standing Rock beim Sundance Festival vertreten. Ihr Album And She Could Be Next (mit Aloe Blacc, Tarriona Ball und Saul William) erschien 2020.
Zur Unterstützung künstlerisch begabter junger indischer Frauen gründete Shankar die Nonprofit-Organisation Little Indian Girl. In ihrem Projekt Promises of Our Grandmothers dokumentierte sie die Probleme von im Umweltschutz aktiven indischen Frauengruppen. Im Projekt Nari dokumentiert sie die Rolle der Frauen in den führenden Musikerfamilien Indiens. 2020 unterstützte sie den Präsidentschaftswahlkampf Joe Bidens mit Spots für südasiatische Einwanderer. Ihr Song Promises of Our Grandmothers (2020) wurde beim Nobel Prize Summit: Our Planet, Our Future (2021) aufgeführt.